# 바르 코크바의 난
바르 코크바의 반란(132년 – 135년)은 로마 제국에 대항한 유대인의 저항운동 중의 하나로 제3차 유대-로마 전쟁으로 불리기도 한다.

## 배경
70년 제1차 유대-로마 전쟁의 결과로 예루살렘이 함락되었고 트라야누스 황제때에는 두 번째 키토스 전쟁이 일어나 로마와 유대인은 대립했다. 로마 제국은 이와 같은 반란의 재발을 막기 위해 2개의 로마군 군단을 이 지역에 상주시켰다.
130년 유대지방을 방문한 하드리아누스는 두가지의 정책을 실시함으로 유대인의 분노를 샀는데 그 하나는 아일리아 카피톨리나라는 도시를 예루살렘 바로 북쪽에 건설하여 그의 10군단을 상주시킨 것이고 다른 하나는 유대인에게 할례를 금지한 것이다. 또한 70년 예루살렘 함락으로 무너진 예루살렘 성전의 자리에 로마의 신 유피테르 신전이 지어졌는데 이와 같은 조치들은 유대인들의 반(反)-로마 감정을 고조시켰다.

## 경과

### 항쟁의 시작
132년 당시에 유다인으로부터 존경받던 랍비 아키바 벤 요셉은 반란이 임박함을 선동하고 시몬 바르 코크바를 대장으로 한,로마제국에 대항한 항쟁이 일어났다. 바르 코크바는 아람어로 "별의 아들"을 뜻하는데 이는 유대교 경전인 구약 민수기 24:17에 나오는 야곱의 아들 중에서 별이 나올 것이며...라는 구절과 맞물려서 대다수 유대인에게는 코크바가 진정한 메시아라고 여겨졌고 랍비 아키바 벤 요셉는 이를 확인해 주었다.
코크바의 항쟁은 급속하게 유다 전역으로 퍼졌으며 급기야 예루살렘 점령에 성공하고 코크바는 이스라엘의 "나시"ㅡ왕이나 통치자 라는 뜻의 '나시'ㅡ를 참칭하면서 "이스라엘 해방 제1년"이라고 새겨진 동전을 발행했고 아키바 벤 요셉은 유대교 부흥에 나섰다.

### 진압
하드리아누스 황제는 브리타니아에 있는 섹스투스 율리우스 세베루스를 지휘관으로하여 다뉴브 근처의 군단을 돌려 진압군으로 파견하여 진압에 나섰다. 세베루스는 유다북부에서부터 차례차례로 공격에 성공하고 134년 대대적인 공세를 펴서 유대인들의 항쟁을 진압하고 예루살렘을 탈환하였다. 바르 코크바는 베르타에서 완강히 저항했으나 끝내 자결하고 136년 그 잔당은 전멸했다. 랍비 아키바 벤 요셉은 붙잡혀 모진 고문을 받다가 죽었다.
연구자들은 하드리아누스가 원로원에 의례적인 승전보고만 하고 로마제국의 권위를 과시하는 개선식을 하지 않은 것으로 보아 이 3년에 걸친 전쟁으로 로마군의 손실도 만만치 않은 것으로 보고 있다.

## 결과 및 영향

### 무자비한 보복
기록에 따르면 유대인의 거점 요새 50개가 함락되었고 985여개의 마을이 폐허가 되었으며 사망자는 약 58만 명이라고 한다. 또한 수많은 유대인이 노예로 팔리고 강제로 다른 이역으로 이주해야했다.

### 추방
이 전쟁의 결과로 유대인들은 쫓겨났고 그 대신 팔레스타인들이 들어와 살게 되었다. 예루살렘은 다시한번 철저히 파괴 되었고 그 이름도 아일리아 카피톨리나로 완전히 바뀌어 철저하게 로마식으로 재건되었다. 예루살렘이 항상 로마제국에 반대하는 항쟁의 진원지가 되기 때문에 하드리아누스는 모든 유대인을 예루살렘에서 추방했고 다시는 들어가지 못하게 했다.
이로써 유대인들의 디아스포라는 더욱더 확산되었고,이후로 거의 2,000년 동안 유대지역은 유대인의 종교적, 정치적, 문화적 중심지가 될 수 없었다.

## 같이 보기
- 아일리아 카피톨리나
- 시몬 바르 코크바
- 아키바 벤 요셉
- 하드리아누스
- 예루살렘